# Mashpee
Mashpee é uma cidade localizada no Condado de Barnstable, Massachusetts, Estados Unidos. 

## Demografia
Segundo o censo norte-americano de 2000, a sua população era de 12.946 habitantes. Em 2010, foi estimada uma população de 14.006, um aumento de 8,2%.

## Geografia
De acordo com o United States Census Bureau tem uma área de 70,5 km², dos quais 0,4 km² cobertos por terra e 9,9 km² cobertos por água. Mashpee localiza-se a aproximadamente 17 m acima do nível do mar.